# Cromosoma politénico

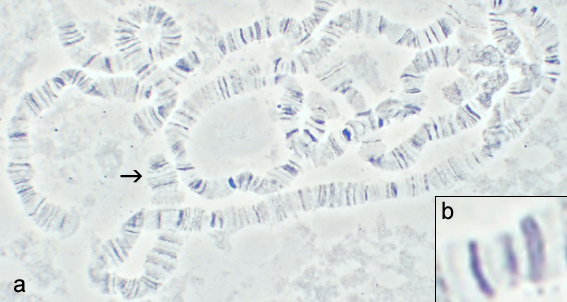
Cromosoma politénicos de Drosophila melanogaster. La imagen fue obtenida mediante contraste de fase. El cromocentro se halla en el ángulo superior derecho. La flecha señala el extremo del cromosoma X. La imagen ampliada (B) muestra las bandas y las interbandas con mayor detalle.

Los cromosomas politénicos presentes en ciertos insectos son grandes cromosomas, con numerosas cadenas de ADN. Las células de las glándulas salivares de ciertos insectos dípteros presentan núcleos que se hallan en una interfase permanente. Durante el crecimiento y desarrollo de las larvas de estos insectos, la división celular se detiene en algunos tejidos pero las células continúan su crecimiento por incremento de volumen. Este proceso ocurre, por ejemplo, en los tubos de Malpighi, en las células nutricias de los ovarios, en el epitelio intestinal y en las células de las glándulas salivares. En las células de los tejidos mencionados, los cromosomas sufren rondas repetidas de duplicaciones pero sin separarse, proceso conocido como endomitosis. Esto lleva a la producción de cromosomas constituidos por varios cientos o aún miles de hebras. Durante este proceso de politenización o politenia, los cromosomas incrementan tanto su longitud como su diámetro. De hecho, la longitud de los cromosomas de Drosophila en una metafase es del orden de 7,5μ mientras que el largo total de los cromosomas en un núcleo de las glándulas salivares es de alrededor de 2.000μ (2mm).
Además del cambio en tamaño, los cromosomas politénicos presentan otras dos características. En primer lugar, los cromosomas homólogos están asociados entre sí en toda su extensión. Esta condición, denominada apareamiento somático  es propia de la mitosis de la mayoría de los dípteros. La otra característica peculiar es que los cromosomas muestran un patrón particular de bandeo transversal que consiste en zonas más oscuras, llamadas bandas, que alternan con zonas claras, llamadas interbandas. Cuando se observan al microscopio óptico se identifican como bandas oscuras y claras transversales alternantes. Aunque la mayoría de las bandas son continuas a través del cromosoma, otras aparecen como una serie de puntos. Éste bandeo es reproducible de núcleo a núcleo, formando un patrón constante de tal manera que los cromosomas pueden ser identificados y mapeados en toda su longitud. Hay aproximadamente 5000 bandas y 5000 interbandas en total en el genoma de Drosophila melanogaster. Debido a que el patrón de bandeo que presentan los cromosomas politénicos es un reflejo constante de las secuencias de ADN, las bandas sirven como marcadores para localizar varias características genéticas (lugar de los genes, o cambios en el genoma debido a reordenamientos cromosómicos, por ejemplo deleciones, duplicaciones de bandas y translocaciones) y se han utilizado en diversos estudios genéticos y evolutivos.

En D. melanogaster el patrón de bandeo no se distingue en aquellas regiones heterocromáticas presentes en región centromérica de todos sus cromosomas (n=4). Las regiones heterocromáticas están asociadas formando un cromocentro. Ya que dos miembros del complemento haploide de esta especie son metacéntricos (los cromosomas II y III) y dos son acrocéntricos (cromosoma sexual X o Y y el cromosoma IV), los cromosomas politénicos en esta especie aparecen como cinco brazos desiguales que irradian del cromocentro: un brazo correspondiente al cromosoma X, los dos brazos del cromosoma II y los dos brazos del cromosoma III (3L y 3R). En algunos casos se puede visualizar un sexto brazo muy pequeño que representa el cromosoma IV.